# Карстовани (Долж)
Карстовани (рум. Cârstovani) насеље је у Румунији у округу Долж у општини Плешој. Oпштина се налази на надморској висини од 183 m.

## Становништво
Према подацима из 2002. године у насељу је живело 38 становника, од којих су сви румунске националности.